# Municipio de Giles
El municipio de Giles (en inglés: Giles Township) es un municipio ubicado en el condado de Cleburne en el estado estadounidense de Arkansas. En el año 2010 tenía una población de 1460 habitantes y una densidad poblacional de 22,8 personas por km².

## Geografía
El municipio de Giles se encuentra ubicado en las coordenadas 35°33′52″N 92°8′53″O / 35.56444, -92.14806. Según la Oficina del Censo de los Estados Unidos, el municipio tiene una superficie total de 64.03 km², de la cual 50,33 km² corresponden a tierra firme y (21,4 %) 13,7 km² es agua.

## Demografía
Según el censo de 2010, había 1460 personas residiendo en el municipio de Giles. La densidad de población era de 22,8 hab./km². De los 1460 habitantes, el municipio de Giles estaba compuesto por el 97,33 % blancos, el 0,14 % eran afroamericanos, el 0,62 % eran amerindios, el 0,21 % eran asiáticos, el 0,68 % eran de otras razas y el 1,03 % eran de una mezcla de razas. Del total de la población el 1,58 % eran hispanos o latinos de cualquier raza.